# Sara Salgado
Sara Ribeiro Salgado (Lisboa, 10 de Novembro de 1989), mais conhecida por Sara Salgado é uma atriz e modelo portuguesa, que ficou conhecida do grande público após participar na série juvenil da TVI Morangos com Açúcar IV e em Olhos nos Olhos.
Em março de 2010, a atriz foi para a cidade do Rio de Janeiro, estudar interpretação na Escola de Artes e Interpretação.

## Vida pessoal
É casada com Diogo Machado Da Silva Pereira Coutinho filho do empresário Vasco Pereira Coutinho desde 4 de Julho de 2021.

## Televisão e cinema
- 2002: O Olhar da Serpente .... Adelaide em jovem (flashbacks)
- 2005: Vencedora Cabelo Pantene[2]
- 2006-2007: Morangos Com Açúcar IV .... Filipa Sousa
- 2008-2009: Equador .... Imaculada
- 2008-2009: Olhos nos Olhos .... Célia Viana Levi
- 2009-2010: Uma Aventura na Casa Assombrada .... Filipa
- 2009-2010: Um Lugar para Viver .... Joana (1 episódio)
- 2010: Mar de Paixão .... Carminho Vasconcelos
- 2011: Maternidade .... Mariana (1 episódio)
- 2012: A Família Mata .... Yu Zhu (1 episódio)
- 2013: Depois do Adeus .... Catarina Cunha Pereira
- 2013: Dancin'Days
- 2013-2016: Bem-Vindos a Beirais .... Alexandra Vidal
- 2016: Rainha das Flores .... Renata Sá
- 2017: A Herdeira.... Adriana Pina